# Associação Chapecoense de Futebol
Associação Chapecoense de Futebol, kortweg Chapecoense of ACF, is een Braziliaanse voetbalclub uit Chapecó.
De club ontstond in 1973 uit een fusie tussen Atlético Chapecoense en Independente en won in 1977 voor het eerst het Campeonato Catarinense en een jaar later werd voor het eerst in de Campeonato Brasileiro Série A gespeeld. De club zakte weg en in 2009 promoveerde de club naar de Campeonato Brasileiro Série C. In 2012 promoveerde Chapecoense naar de Campeonato Brasileiro Série B en in 2013 na play-off wedstrijden tegen Clube Atlético Bragantino weer naar de Campeonato Brasileiro Série A.
LaMia Airlines-vlucht 2933 met aan boord het eerste elftal van Chapecoense crashte op 28 november 2016 onderweg naar een wedstrijd in Colombia. Van de 77 inzittenden kwamen er 71 om, onder wie 19 van de 22 spelers. Op 30 november 2016 zou de heenronde in de finale van de Copa Sudamericana tegen Atlético Nacional gespeeld worden in Medellín. Atletico gaf aan de finale niet meer te willen spelen en Chapecoense de beker te gunnen. Daarnaast boden de overige clubs in de competitie aan hun spelers aan de club te verhuren en deden ze een voorstel om Chapecoense de komende drie jaar voor degradatie te behoeden. In 2017 werd de club opnieuw staatskampioen. In 2019 degradeerde de club uit de Série A. In 2020 leek het in de staatscompetitie ook niet goed te gaan, de club eindigde achtste op tien clubs in de eerste fase, maar plaatste zich zo wel voor de kwartfinales, waar ze meteen groepswinnaar Avaí uitschakelden. Na ook nog Criciúma te verslaan konden ze in de finale tegen Brusque de zevende staatstitel veroveren. Later dat jaar werd de club kampioen van de Série B en promoveerde zo weer. 

## Erelijst
| Internationaal             |    |                                          |
| CONMEBOL Sudamericana      | 1x | 2016                                     |
| Nationaal                  |    |                                          |
| Série B                    | 1x | 2020                                     |
| Campeonato Catarinense     | 6x | 1977, 1996, 2007, 2011, 2016, 2017, 2020 |
| Copa Santa Catarina        | 1x | 2006                                     |
| Taça Santa Catarina        | 2x | 1979, 2014                               |
| Taça Plinio Arlindo De Nes | 1x | 1995                                     |
| Campeonato Seletivo        | 1x | 2002                                     |
| Copa da Paz                | 1x | 2005                                     |

## Bekende (ex-)spelers
- Marcelo Boeck
- Marcos Danilo Padilha
- Leandro Pereira
- Caio Rangel